# Wendy Cruz
Pour les articles homonymes, voir Cruz.
Cruz  Martínez est un nom espagnol. Le premier nom de famille, en général paternel, est Cruz ; le second, en général maternel, souvent omis, est Martínez.
Wendy Ramón Cruz Martínez, né le 7 mars 1976 à Santiago de los Caballeros, est un coureur cycliste dominicain, qui fut membre de l'équipe Caico.

## Biographie
En février 2012, il est contrôlé positif à l'EPO lors de la Vuelta a la Independencia Nacional. L'UCI le suspend pour une durée de deux ans.

## Palmarès sur route
- 1997
  - 1re et 2e étapes de la Vuelta a la Independencia Nacional
  - 3e de la Vuelta a la Independencia Nacional
- 1998
  -  Champion de République dominicaine sur route
- 1999
  - 1re et 3e étapes de la Vuelta a Chiriquí
- 2000
  - 1re, 2e et 7ea étapes de la Vuelta a la Independencia Nacional
  - 1re étape de la Vuelta a Chiriquí
  - Prologue du Tour du Costa Rica
- 2001
  - 7e étape de la Vuelta a la Independencia Nacional
- 2003
  - 5ea étape de la Vuelta a la Independencia Nacional
- 2004
  -  Champion de République dominicaine sur route[2]
  - Copq Cero de Oro[3]
  - Prologue et 4e étape de la Vuelta a la Independencia Nacional
- 2005
  - 5e étape de la Vuelta a la Independencia Nacional
  - Trophée de la Caraïbe
  - Tour de Porto Rico :
    - Classement général
    - 3e étape
- 2006
  -  Médaillé d'argent du championnat de la Caraïbe sur route
- 2007
  -  Médaillé d'or de la course en ligne aux Jeux panaméricains
  - 3e étape de la Vuelta a la Independencia Nacional
  - 9e étape de la Vuelta a Chiriquí
- 2008
  -  Champion de République dominicaine sur route
  - Pre-Vuelta Independencia
  - 3e étape de la Vuelta a la Independencia Nacional
- 2009
  - 2e étape de la Pre-Vuelta Independencia
  - 2e de la Vuelta a la Independencia Nacional
- 2010
  - 3e étape de la Pre-Vuelta Independencia
  - 4e étape de la Vuelta al Valle del Cibao
- 2011
  - Batalla 30 de Marzo
- 2012
  - 3e étape de la Vuelta a la Independencia Nacional
- 2014
  - 2e étape de la Copa Cero de Oro
  - Clásico León Ureña
  - 3e de la Copa Cero de Oro
- 2015
  - 3e du championnat de République dominicaine sur route
- 2019
  - 1re étape du Tour del Cibao

### Classements mondiaux
| Année            | 2005 | 2006 | 2007 | 2008 | 2009 | 2010 |
| ---------------- | ---- | ---- | ---- | ---- | ---- | ---- |
| UCI America Tour | 36e  | 257e |      | 71e  | 72e  | 288e |

## Palmarès sur piste

### Jeux d'Amérique centrale et des Caraïbes
- Carthagène des Indes 2006
  -  Médaillé de bronze de la poursuite par équipes[9]